# Шутове
Шу́тове — село Розквітівської сільської громади у Березівському районі Одеської області в Україні. Населення становить 66 осіб.

## Населення
Згідно з переписом 1989 року населення села становило 111 осіб, з яких 47 чоловіків та 64 жінки.
За переписом населення 2001 року в селі мешкало 66 осіб.

### Мова
Розподіл населення за рідною мовою за даними перепису 2001 року:
| Мова       | Відсоток |
| ---------- | -------- |
| українська | 86,36 %  |
| російська  | 10,61 %  |
| молдовська | 3,03 %   |

## Постаті
- Литвиненко Андрій Олександрович (2000—2024) — солдат Збройних сил України, учасник російсько-української війни.